# Grandidierella dentimera
Grandidierella dentimera is een vlokreeftensoort uit de familie van de Aoridae. De wetenschappelijke naam van de soort is voor het eerst geldig gepubliceerd in 1970 door Myers.